# Девід Джонсон (художник)
Девід Джонсон (англ. David Johnson; 1827—1908) — американський художник-пейзажист, учасник Школи річки Гудзон.

## Біографія
Народився 10 травня 1827 року в Нью-Йорку.
Протягом двох років навчався в антикварній школі Національної академії дизайну, а також деякий час у художника Школи річки Гудзон — Джаспера Кропс. Разом з Джоном Кенсетті і Джоном Касільером був відомим художником стилю люмінізм.
До 1850 року Джонсон регулярно виставлявся в Національній академії дизайну в Нью-Йорку, в якій став асоційованим членом в 1859 році. У 1861 році він був обраний повним академіком.
В кінці 1860-х — початку 1870-х років Джонсон написав численні види озера Lake George. Великий успіх в середині 1870-х років мали ландшафтні картини таких місць, як Catskills, Lake George і White Mountains, а також пасторальні сцени центральній частині штату Нью-Йорк. Він широко виставлявся в великих американських художніх центрах, включаючи Чикаго, Бостон і Філадельфію; був учасником Парижскогосалона 1877 року.
Помер 30 січня 1908 року в містечку Walden округу Оранж, штат Нью-Йорк. Його роботи знаходяться в багатьох музеях Сполучених Штатів.

Галерея робіт
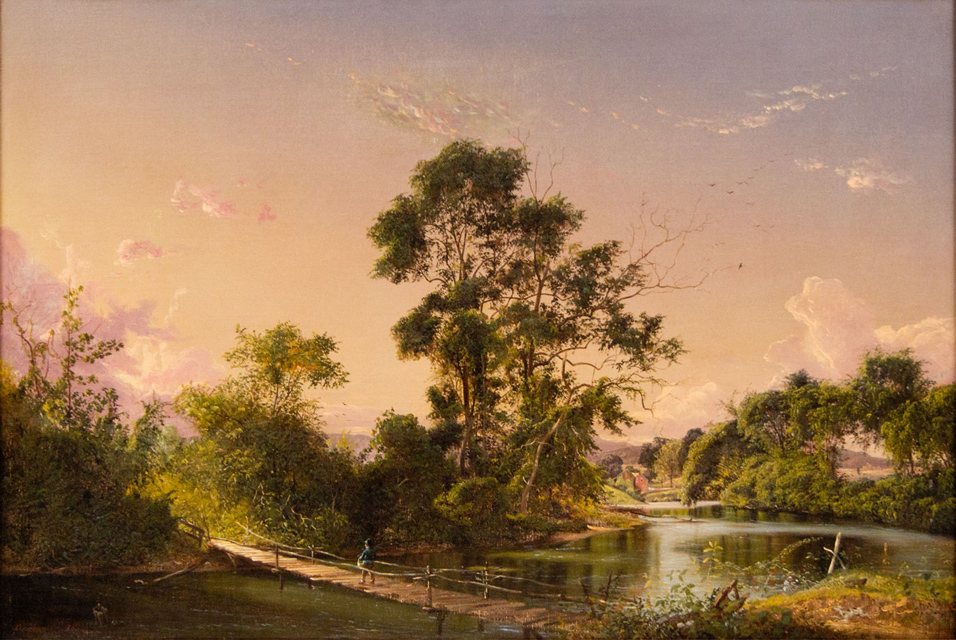
Sunset On the Unadilla River, 1856
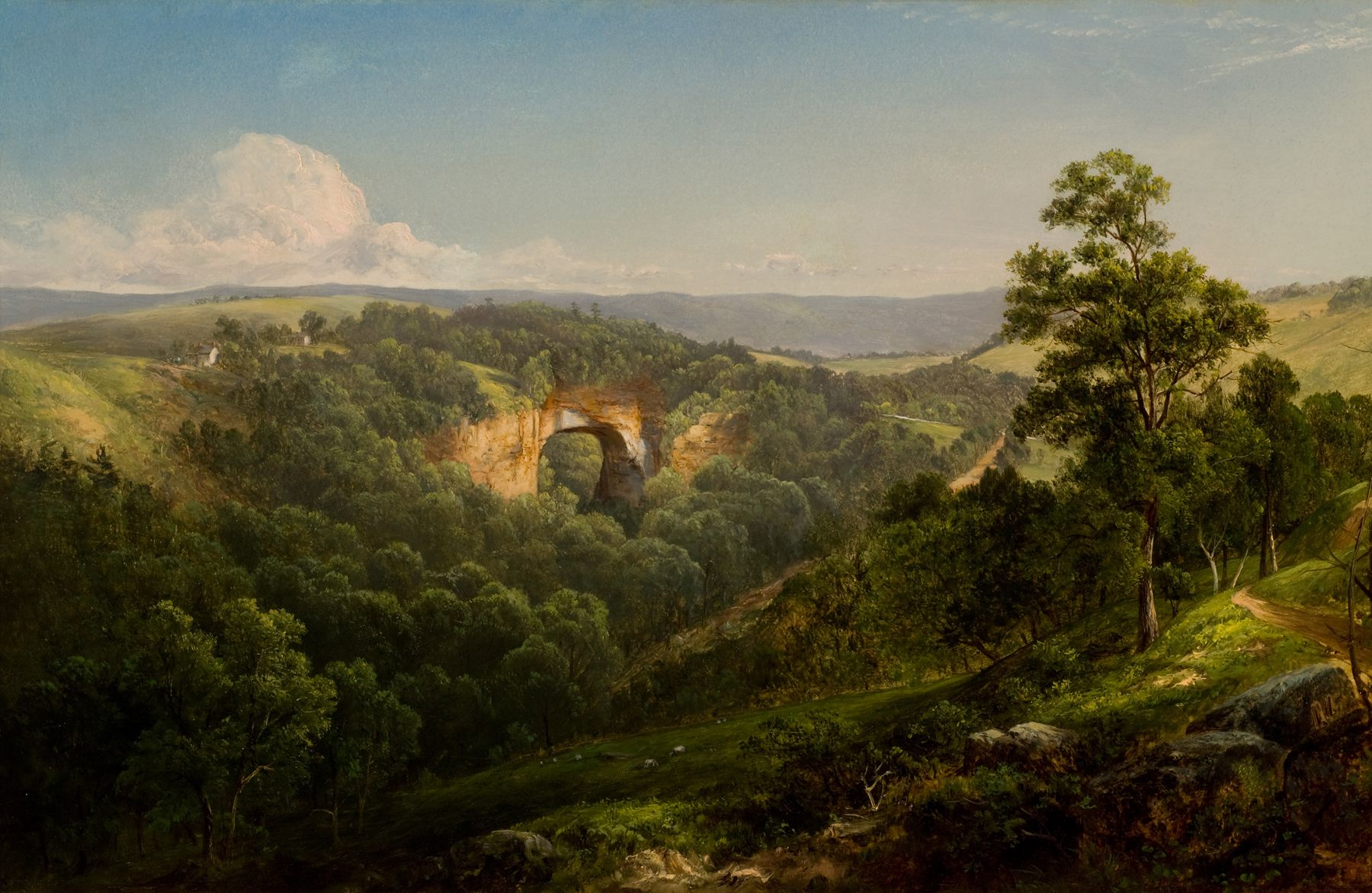
Natural Bridge, Virginia, 1860
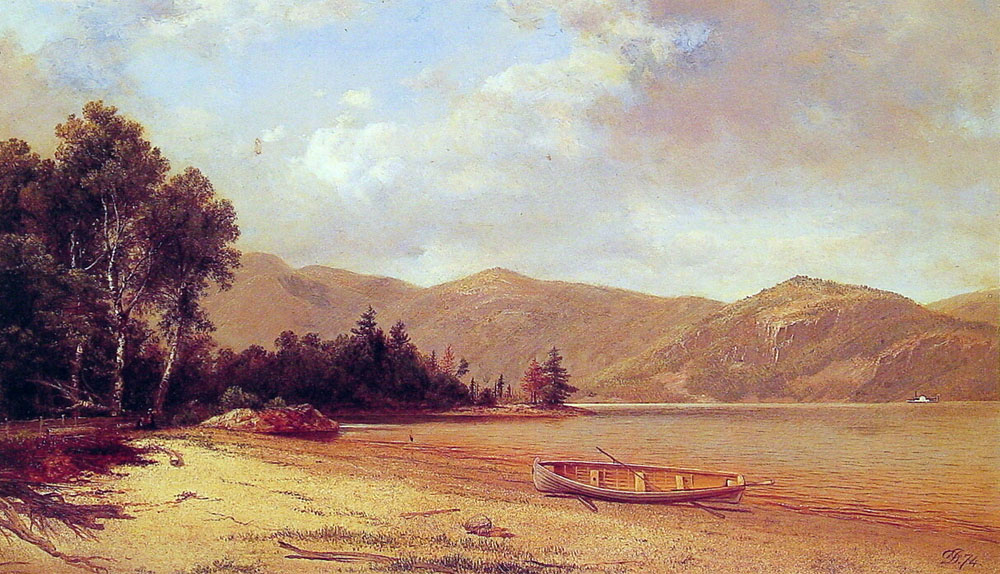
View of Dresden, Lake George, 1874